# Campeonato Piauiense de Futebol de 2023
A Série A do Campeonato Piauiense de Futebol de 2023 foi a 83.ª edição da principal divisão do futebol piauiense. É realizada e organizada pela Federação de Futebol do Piauí e disputada por 8 clubes.
A competição marcou a volta do Comercial, que não disputava a elite desde 2017. O Ferroviário de Parnaíba, que faria sua estreia na primeira divisão estadual em 2023, anunciou sua desistência do campeonato alegando falta de apoio financeiro. O campeonato conta também com a participação dos 6 clubes mais bem colocados no ano anterior.

## Regulamento
Na primeira fase, os clubes jogarão entre si em jogos de ida e volta. Os quatro clubes de melhor índice técnico nesta fase serão classificados para as semifinais.
As semifinais serão realizadas em jogos de ida e volta. Se, ao final da segunda partida, houver empate entre as duas agremiações, em número de pontos ganhos e em saldo de gols, se classificará para a final do campeonato o clube de melhor índice técnico na primeira fase.
Para a final do campeonato, serão realizados dois jogos para definir o campeão piauiense de 2023. Se, ao final do segundo jogo, houver empate em número de pontos ganhos e em saldo de gols nos dois jogos disputados, será declarada campeã a associação de melhor campanha em toda a competição, somando-se a primeira fase e a semifinal, aplicando-se os critérios de desempate se necessário for.
O campeão ganhará uma vaga para a Copa do Brasil de 2024, uma vaga para a Copa do Nordeste de 2024 e uma vaga para o Campeonato Brasileiro de 2024 - Série D. Ao vice-campeão será ofertada uma vaga para a Copa do Brasil de 2024 e uma vaga para o Campeonato Brasileiro de 2024 - Série D. O segundo representante piauiense para a Pré-Copa do Nordeste de 2024 será definido de acordo com o Ranking da CBF.
As duas últimas equipes classificadas no campeonato serão rebaixadas para a Segunda Divisão de 2024.

### Critérios de desempate
Em caso de empate por pontos entre dois clubes, os critérios de desempate serão aplicados na seguinte ordem:
1. Número de vitórias;
2. Saldo de gols;
3. Gols marcados;
4. Menor número de cartões vermelhos;
5. Menor número de cartões amarelos;
6. Sorteio.

## Equipes participantes
| Equipe         | Cidade      | Em 2022 | Estádio            | Capacidade | Títulos             |
| -------------- | ----------- | ------- | ------------------ | ---------- | ------------------- |
| 4 de Julho     | Piripiri    | 4º      | Arena Ytacoatiara  | 5 830      | 4 (último em 2020)  |
| Altos          | Altos       | 3º      | Lindolfo Monteiro  | 5 144      | 3 (último em 2021)  |
| Comercial-PI   | Campo Maior | 1º (B)  | Deusdeth de Melo   | 4 000      | 1 (em 2010)         |
| Corisabbá      | Floriano    | 6º      | Tibério Nunes      | 5 398      | 1 (em 1995)         |
| Ferroviário-PI | Parnaíba    | 2º (B)  | Pedro Alelaf       | 4 146      | 0 (não possui)      |
| Fluminense-PI  | Teresina    | 1º      | Arena do Guerreiro | 8 000      | 1 (em 2022)         |
| Parnahyba      | Parnaíba    | 2º      | Pedro Alelaf       | 4 146      | 13 (último em 2013) |
| River-PI       | Teresina    | 5º      | Albertão           | 52 296     | 31 (último em 2019) |

## Primeira fase
| Pos. | Equipe         | Pts | J  | V | E | D  | GP | GC | SG  | %  |
| ---- | -------------- | --- | -- | - | - | -- | -- | -- | --- | -- |
| 1    | River-PI       | 31  | 14 | 9 | 4 | 1  | 29 | 11 | +18 | 73 |
| 2    | Fluminense-PI  | 31  | 14 | 9 | 4 | 1  | 24 | 9  | +15 | 73 |
| 3    | Altos          | 25  | 14 | 7 | 4 | 3  | 21 | 10 | +11 | 59 |
| 4    | Parnahyba      | 20  | 14 | 4 | 8 | 2  | 17 | 11 | +6  | 47 |
| 5    | 4 de Julho     | 16  | 14 | 4 | 4 | 6  | 14 | 14 | 0   | 38 |
| 6    | Corisabbá¹     | 13  | 14 | 4 | 4 | 6  | 20 | 18 | +2  | 38 |
| 7    | Comercial-PI²  | 12  | 14 | 5 | 0 | 9  | 13 | 23 | –10 | 35 |
| 8    | Ferroviário-PI | 0   | 14 | 0 | 0 | 14 | 0  | 42 | –42 | 0  |

¹ O Corisabbá perdeu três pontos pela escalação irregular de atletas contra o Comercial, pela 12ª rodada.
² O Comercial perdeu três pontos pela escalação irregular de atleta contra o River, pela 13ª rodada.
     Classificados à fase final
     Rebaixados para a Série B de 2024
     Desistiu
Última atualização: 12 de março de 2023

### Confrontos
|                | 4JU | ALT | COM | COR | FER | FLU | PHB | RIV |
| -------------- | --- | --- | --- | --- | --- | --- | --- | --- |
| 4 de Julho     | —   | 0–0 | 2–3 | 0–0 | 3–0 | 1–3 | 0–0 | 1–1 |
| Altos          | 0–1 | —   | 2–0 | 2–1 | 3–0 | 0–0 | 0–0 | 3–1 |
| Comercial-PI   | 0–1 | 1–2 | —   | 2–1 | 3–0 | 0–1 | 0–1 | 0–4 |
| Corisabbá      | 2–1 | 0–3 | 4–0 | —   | 3–0 | 1–2 | 1–1 | 1–1 |
| Ferroviário-PI | 0–3 | 0–3 | 0–3 | 0–3 | —   | 0–3 | 0–3 | 0–3 |
| Fluminense-PI  | 1–0 | 2–1 | 3–0 | 2–1 | 3–0 | —   | 0–0 | 0–1 |
| Parnahyba      | 2–0 | 1–1 | 0–1 | 2–2 | 3–0 | 2–2 | —   | 2–2 |
| River-PI       | 2–1 | 3–1 | 2–0 | 2–0 | 3–0 | 2–2 | 2–0 | —   |

| Vitória do mandante | Vitória do visitante | Empate |

## Fase final
Em itálico, as equipes que jogarão a primeira partida em casa e em negrito as equipes vencedoras das partidas.
|  | Semifinais    | Semifinais    | Semifinais | Semifinais |   |                | Final | Final | Final | Final |
|  |               |               |            |            |   |                |       |       |       |       |
|  | River-PI      | 2             | 0          | 2          |   |                |       |       |       |       |
|  | Parnahyba     | 0             | 0          | 0          |   |                |       |       |       |       |
|  | Parnahyba     | 0             | 0          | 0          |   | River-PI (mc.) | 0     | 1     | 1     |       |
|  |               |               |            |            |   | River-PI (mc.) | 0     | 1     | 1     |       |
|  |               | Fluminense-PI | 1          | 0          | 1 |                |       |       |       |       |
|  | Fluminense-PI | Fluminense-PI | 1          | 0          | 1 | 0              | 2     | 2     |       |       |
|  | Fluminense-PI |               |            |            |   | 0              | 2     | 2     |       |       |
|  | Altos         | 1             | 1          | 2          |   |                |       |       |       |       |

## Premiação
| Campeonato Piauiense de 2023 |
| ---------------------------- |
| RIVER Campeão (32.º título)  |

## Técnicos
| Equipe        | Técnico                                                                    |
| ------------- | -------------------------------------------------------------------------- |
| 4 de Julho    | Leandro Campos (1ª—7ª) Fernando Vieira (8ª—)                               |
| Altos         | Fernando Tonet (1ª—6ª) Jerson Testoni (7ª—)                                |
| Comercial-PI  | José Carlos Amaral (1ª—4ª) Eduardo Rodrigues (5ª, 7ª—) Koosha Delshad (6ª) |
| Corisabbá     | Toninho Pesso (1ª—)                                                        |
| Fluminense-PI | Eduardo dos Santos (1ª—)                                                   |
| Parnahyba     | Pedro Manta (1ª—)                                                          |
| River-PI      | Gerson Gusmão (1ª—)                                                        |